# Stanisławów (gmina Wolbórz)
Stanisławów – wieś sołecka w Polsce, położona w województwie łódzkim, w powiecie piotrkowskim, w gminie Wolbórz.
| SIMC    | Nazwa     | Rodzaj    |
| ------- | --------- | --------- |
| 0556536 | Karolinów | część wsi |

W latach 1975–1998 miejscowość należała administracyjnie do województwa piotrkowskiego.